# Балбен
Балбен (фр. Balbins) насеље је и општина у источној Француској у региону Рона-Алпи, у департману Изер која припада префектури Вјен.
По подацима из 2011. године у општини је живело 386 становника, а густина насељености је износила 53,17 становника/km². Општина се простире на површини од 7,26 km². Налази се на средњој надморској висини од 150 метара (максималној 530 m, а минималној 347 m).

## Демографија
| 1962. | 1968. | 1975. | 1982. | 1990. | 1999. | 2011. |
| ----- | ----- | ----- | ----- | ----- | ----- | ----- |
| 177   | 205   | 257   | 313   | 363   | 371   | 386   |

График промене броја становника у току последњих година